# Cine știe să cânte (1972)
Cine știe să cânte este un film românesc din 1972 regizat de Liana Petruțiu.